# Van Hoboken
Van Hoboken (ook: Appelius van Hoboken) is onder andere een Rotterdams redersgeslacht.

## Geschiedenis
De bewezen stamreeks begint met Jan van Hoboken van wie twee zonen de oudste en jongste tak van het geslacht vormen. De oudste tak werd bekend van de Rotterdamse rederij en het bankiershuis, afstammelingen van Willem van Hoboken (1673-1749) die in 1703 te Rotterdam trouwde en zich daar vanuit Utrecht vestigde. Deze tak verbond zich door huwelijken met andere Rotterdamse koopmans- en redersgeslachten.
De jongste tak bekleedde functies in Zwolle en omstreken, en leverde in de 20e eeuw enige kunstenaars. Een lid van deze tak verkreeg in 1855 naamswijziging in Appelius van Hoboken.

## Enkele telgen

### Oudste tak

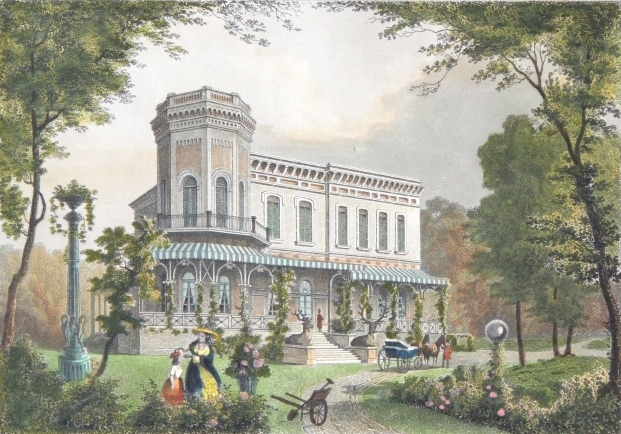
Villa Dijkzigt in 1858 (Staalgravure door J. Umbach naar een tekening van L. Rohbock)

Willem van Hoboken (1673-1749), blauwverver en garentwijnder te Rotterdam
- Jacobus van Hoboken (1731-1809), koopman
  - Anthony van Hoboken, heer van Rhoon en Pendrecht en Cortgene (1756-1850), oprichter fa. A. van Hoboken, sinds 1832 A. van Hoboken & Zonen, reders en zeehandelaren te Rotterdam, lid en secretaris Loodsbestuur, lid van de Kamer van Koophandel, mede-oprichter Nederlandsche Handel-Maatschappij, eigenaar van het Land van Hoboken
    - Anthony van Hoboken, heer van Rhoon en Pendrecht en Baarland (1807-1872), lid fa. A. van Hoboken & Zonen, reders en zeehandelaren
      - Edmund van Hoboken, heer van Rhoon en Pendrecht en Baarland (1848-1894)
        - Anthony van Hoboken, heer van Baarland (1872-)
        - Abraham van Hoboken, heer van Hoedekenskerke (1874-1957), administrateur Zuid-Hollandse Jachtvereniging, trouwde op 4 februari 1897 in Den Haag met Charlotte Emilie Horstmann (1878-1954), een dochter van Otto Horstmann.
          - Theodora Emilie van Hoboken (1897-1956), kunstschilderes
          - Jacoba van Hoboken (1900-1962), grafisch ontwerpster, kunstschilderes, illustratrice en tekenares; trouwde in 1941 met ds. Jacobus van de Guchte (1905-1992), remonstrants predikant

      - Edward van Hoboken, heer van Rhoon en Pendrecht en Oudelande (1849-1913)

    - Jacobus van Hoboken, heer van Cortgene (1810-1869), lid fa. A. van Hoboken & Zonen, reders en zeehandelaren, opdrachtgever van Villa Dijkzigt
      - Jeannette Christine van Hoboken (1837-1863); trouwde in 1859 met Jan van Stolk (1826-1880), koopman en lid Gemeenteraad te Rotterdam, lid Tweede Kamer der Staten-Generaal
      - Anthony van Hoboken, heer van Cortgene (1840-1922), lid fa.'s A van Hoboken & Zonen, later A. van Hoboken & Co., bankiers en kooplieden te Rotterdam, en Hoboken De Bie & Co., distillateurs aldaar, lid Provinciale Staten van Zuid-Holland, hoogheemraad van Schieland, overleed net als zijn echtgenote op Villa Dijkzigt waarna het huis met landgoed werd verkocht aan de gemeente Rotterdam
        - Jacobus van Hoboken, heer van Cortgene (1866-1946), lid fa.'s A. van Hoboken & Co., bankiers en kooplieden, en Hoboken De Bie & Co., distillateurs te Rotterdam; trouwde in 1891 met Henriette Veder (1871-1923), telg uit het geslacht Veder en dochter van Jan Hoyte Veder (1846-1936), waarna de voornamen Jan Hoyte in de familie Van Hoboken voorkomen
          - Anthony van Hoboken (1891-1960), lid fa.'s A. van Hoboken & Co., bankiers en kooplieden, en Hoboken De Bie & Co., distillateurs te Rotterdam
          - Jan Hoyte van Hoboken (1893-1970), lid fa.'s A. van Hoboken & Co., bankiers en kooplieden, en Hoboken De Bie & Co., distillateurs te Rotterdam; trouwde in 1930 met zijn volle nicht Catharina Elizabeth Veder (1908-2001), dochter van Anthony Veder (1879-1928) en Maria Johanna van Hoboken (1884-1964)
            - Jan Hoyte van Hoboken (1915-2013), lid fa.'s A. van Hoboken & Co., bankiers en kooplieden, en A. van Hoboken & Zonen, kooplieden te Rotterdam
            - Henri van Hoboken (1917-1969), lid fa.'s A. van Hoboken & Co., bankiers en kooplieden, en Hoboken De Bie & Co., distillateurs te Rotterdam

        - Maria Johanna van Hoboken (1884-1964); trouwde in 1907 met Anthony Veder (1879-1928), directeur fa. A. van Hoboken & Co., bankiers te Rotterdam, consul van Salvador, telg uit het geslacht Veder

      - Jacobus van Hoboken (1845-1916), lid fa.'s A. van Hoboken & Co., bankiers en kooplieden, en Hoboken De Bie & Co., distillateurs te Rotterdam. Hij is de tweede eigenaar van de Rotterdamse buitenplaats Welgelegen (vanaf 1888 tot zijn overlijden).[1][2]
        - Wilhelmina Petronella van Hoboken (1871-1959); trouwde in 1893 met Bernardus Ewoud Ruys (1869-1949), lid fa.'s Wm. Ruys & Zonen, directielid der Koninklijke Rotterdamsche Lloyd N.V., en Ruys & Co., cargadoors te Rotterdam
        - Mr. Jacobus van Hoboken (1874-1955), lid fa.'s A. van Hoboken & Co., bankiers en kooplieden, en Hoboken De Bie & Co., distillateurs te Rotterdam
        - Dr. Anthony van Hoboken (1887-1983), musicoloog

    - Willem van Hoboken (1813-1884), lid fa.'s A. van Hoboken & Zonen, reders en zeehandelaren, en Hoboken De Bie & Torley, distillateurs te Rotterdam

### Jongste tak
Pieter van Hoboken (1703-1762), postmeester-generaal en lid gezworen gemeente van Zwolle, kolonel burgerregiment
- Eusebius Jacobus van Hoboken (1732-1783), postmeester te Zwolle, klerk van ridderschap en steden ter Statenvergadering van Overijssel
  - Mr. Pieter van Hoboken (1766-1840), eigenaar Posterij op Friesland te Zwolle, lid Provisionele Regering van Zwolle
    - Elisabeth Susanna van Hoboken (1791-1834); trouwde in 1817 met Gijsbert Gotffried Carel Scheidius (1786-1823), burgemeester
    - Eusebius Jacobus van Hoboken (1793-1828), garde d’honneur van keizer Napoleon I, belastingcontroleur
      - Aleida Wilhelmina van Hoboken (1819-1859); trouwde in 1842 met Robert Campbell (1806-1875), burgemeester van Hellendoorn, lid Provinciale Staten van Overijssel

    - Cornelis Wilhelm van Hoboken (1794-1868), wijnkoper
      - Pieter Eusebius Jacobus van Hoboken (1827-1900)
        - Marius Christiaan van Hoboken (1873-1946), kolonel titulair
          - Pieter Cornelis van Hoboken (1901-1994), kunsthistoricus voor Hindoedans en -muziek

    - Alexander van Hoboken (1803-1867), hoofdcontroleur Waarborg en belasting op gouden en zilveren werken te Zwolle; trouwde in 1834 met Hermine Henriette Louise Appelius (1808-1882)
      - Jean Henri Appelius van Hoboken (1835-1893), marine-officier, bankdirecteur, verkreeg bij Koninklijk Besluit in 1855 naamswijziging tot Appelius van Hoboken
        - Pieter Eusebius Jacobus Appelius van Hoboken (1890-1981), muziekdocent, violist
          - Jacobus Appelius van Hoboken (1928-1991), voordrachtskunstenaar en toneelrecensent

  - Gerharda Judith van Hoboken (1767-1837); trouwde in 1789 met mr. Lucas Hendrik Coenraad Nilant (1761-1837), burgemeester

Geslachten die opgenomen zijn in het sinds 1910 verschijnende genealogische naslagwerk Nederland's Patriciaat. Lijst volgens opgave van het CBG Centrum voor familiegeschiedenis.
A · B · C · D · E · F · G · H · I · J · K · L · M · N · O · P · Q · R · S · T · U · V · W · Y · Z
1. ↑  Jan van Helleman, Villa Welgelegen - Parklaan. Nieuwbouw Architectuur Rotterdam (18 december 2020). Geraadpleegd op 4 mei 2021.
2. ↑  Herenhuis, met gepleisterde gevels en door een fronton bekroonde, hoger opgehaalde middenpartij in rotterdam (zuid holland) | Monument - Rijksmonumenten.nl. rijksmonumenten.nl. Geraadpleegd op 4 mei 2021.